# Miguel Ametller
Miguel Ametller Marill (Cerviá de Ter, 28 de julio de 1804-Gerona, 30 de mayo de 1867) fue un médico español.

## Biografía
Era hijo de José Ametller y María Marill. Cursó segunda enseñanza en el seminario de Gerona, donde fue discípulo del humanista Narciso Camps. Destacado gramático y retórico, su aplicación en estas dos asignaturas ejerció una influencia decisiva en su ulterior carrera.
Empezó el estudio de la Medicina en el colegio de Barcelona. No obstante, su ardor político le llevó a coger las armas y unirse al batallón de ligeros n.º 10 de Barbastro. En sus filas, se batió en Llers contra los cien mil hijos de San Luis; puesto que cayó prisionero, fue llevado a Tarascón, donde estuvo más de un año, hasta que recibió la licencia absoluta de manos del marqués de Campo Sagrado.
Reanudados sus estudios, logró el título de licenciado el 27 de agosto de 1829, habiendo obtenido la nota de sobresaliente todos los años. Ganó, por oposición, la medalla, el premio correspondiente a la licenciatura, acreditado por trabajos como los titulados De aneurismate et qua methodo curando y De opio ejusque in morbis usu.
Avalado por su título, se trasladó a Gerona, donde se encargó de la clientela de su suegro, Narciso Viñas. Escribió, además, dos nuevos trabajos médicos en esta época: el primero, una memoria sobre una epidemia de escarlatina, dedicada a la Academia de Medicina de Barcelona; el segundo, otra memoria, esta acerca del tifus castrense, que le valió galardones de las academias de Madrid y Cádiz. En aquellos mismos años hubo de investigar, por delegación de las autoridades de la provincia de Gerona, las epidemias de cólera morbo, la de viruela y la de fiebres malignas. De hecho, cuando el cólera amenazó con invadir Gerona, fue nombrado médico del lazareto que se improvisó para hacerle frente.
Le fue adjudicada en 1836 la vacante que dejó su suegro en las casas de beneficencia, cuyo destino facultativo desempeñó hasta el año 1867, encargado, casi siempre, de su servicio quirúrgico. Desempeñó, asimismo, cargos administrativos, como el de procurador síndico del Ayuntamiento, diputado provincial en dos legislaturas distintas, subdelegado de Medicina o vocal de juntas de monumentos, entre otros. Asimismo, fue nombrado catedrático de Literatura, Declamación e Historia por el efímero instituto provincial gerundense, así como miembro de las Sociedades económicas de amigos del país de Gerona, Olot y Figueras.
Cuando el poder central dio, bajo distintas bases, nueva vida al Instituto Provincial de Gerona en 1845, Ametller hubo de encargarse de la cátedra de Retórica, Poética e Histórica, que desempeñó hasta 1851. Para colocarse en aptitud legal, se vio obligado a alcanzar el título de regente de segunda clase. Alcanzó, finalmente, la dirección del instituto, en un tiempo en que se dio un aumento notable de los gabinetes de Física e Historia Natural y se creó la Biblioteca Provincial. En reconocimiento a su labor, y a sugerencia de Agustín Yáñez, fue nombrado socio corresponsal de la Academia de Ciencias Naturales y Artes de Barcelona. Asimismo, recibió laudatorios votos de gracias de orden de la reina Isabel II.
Falleció el 30 de mayo de 1867, a los 62 años de edad.

## Obras
Escribió varios trabajos inscritos en el ámbito de la medicina y leyó, asimismo, varios discursos:
Manuscritos
- De aneurismate et qua methodo curando
- De opio ejusque in morbis usu
- Memoria sobre una epidemia de Escarlatina desarrollada en ciudad de Gerona (1834)

Impresos
- El Tifo castrense: sus causas, síntomas, curación; y de la policía médico-militar, para evitar su desarrollo y propagación (1837)
- Compendio Histórico (1846)
- Discursos del género judicial (1843)
- Reseña de los deplorables acontecimientos de Gerona en la noche del 18 de Septiembre de 1843 (1844)
- Memorias
- Prevenciones al individuo, a la familia y al municipio en el caso de invasión de cólera (1834)